# ایوو فری‌یرا
ایوو فری‌یرا (پرتغالی: Ivo Ferreira؛ زادهٔ سپتامبر ۱۹۷۵) کارگردان، فیلم‌نامه‌نویس، هنرپیشه اهل پرتغال است. در سال ۲۰۱۶ فیلم او با عنوان نامه‌هایی از جنگ در شصت و ششمین جشنواره بین‌المللی فیلم برلین به نمایش درآمد. این فیلم در بخش رقابت اصلی حضور داشت اما موفق به کسب جایزه نشد.

## منتخب فیلم‌شناسی
- نامه‌هایی از جنگ (۲۰۱۶)